# JK Eesti Põlevkivi Jõhvi
Le Jalgpalliklubi Eesti Põlevkivi Jõhvi est un club estonien de football fondé en 1974 et disparu en 1999, basé à Jõhvi.

## Palmarès
- Championnat d'Estonie de football
  - Vice-champion : 1992

- Coupe d'Estonie de football
  - Finaliste : 1996

- Championnat de la RSS d'Estonie (1)
  - Champion : 1984